# Atrometoides nigerrimus
Atrometoides nigerrimus är en stekelart som beskrevs av Hellen 1949. Atrometoides nigerrimus ingår i släktet Atrometoides och familjen brokparasitsteklar. Inga underarter finns listade.